# 1962年日本

## 政府
- 天皇：裕仁
- 內閣總理大臣：池田勇人

## 大事紀
- 5月3日，發生三河島事故，造成160人死亡，296人受傷。
- 11月9日，全日本航空的一架维克斯子爵飞机在飞往名古屋机场的途中於爱知县坠毁，机上4名乘客全部死亡。
- 11月18日，神奈川县川崎市京浜运河发生两艘油轮相撞事故，造成40人死亡。

## 出生
- 5月31日——日高法子，配音員。